# Phytomyza alpina
Phytomyza alpina är en tvåvingeart som beskrevs av Franz Groschke 1957. Phytomyza alpina ingår i släktet Phytomyza och familjen minerarflugor. Inga underarter finns listade i Catalogue of Life.